# Čibača
Čibača  falu Horvátországban, Dubrovnik-Neretva megyében. Közigazgatásilag Župa dubrovačka községhez tartozik. 

## Fekvése
A Dubrovnik városától légvonalban 7, közúton 8 km-re délkeletre, községközpontjától légvonalban és közúton 2 km-re nyugatra, az Adria-parti főút mentén fekszik. Két fő településrésze Donja és Gornja Čibača.

## Története
A legrégibb itt élt ismert nép az illírek egyik harcias törzse, az ardiaták voltak, akik az i. e. 4. századból hagyták itt nyomaikat. A magaslatokon épített erődített településeken éltek és kőből emelt halomsírokba temetkeztek. Illír erődítmény maradványai találhatók Čibača és Čelopeci között a stratégiai jelentőségű Mitareva gomila nevű régészeti lelőhelyen, ahol ókori kerámia töredékeket is találtak. A rómaiak hosszú harcok után végül i. e. 135-ben verték le az ardiatákat. Közigazgatási központjuk innen délkeletre, a mai Donji Obod területén fekvő Epidaurum városa volt. A Nyugatrómai Birodalom bukása után a keleti gótok özönlötték el a térséget, őket 537-től 1205-ig kisebb megszakításokkal a bizánciak követték. A 7. században avarok és a kíséretükben érkezett szlávok, a mai horvátok ősei árasztották el a területet. A várakat lerombolták és az ellenálló lakosságot leöldösték. Így semmisült meg a mindaddig fennálló Epidaurum. A túlélő lakosság előbb Župára, majd Raguzába menekült. 
Čibača első említése 1334-ben történt. A 14. században épült a Szent István-, a Szent Balázs- és a Szent Mátyás-templom is, tehát ekkor már jelentékeny lakossága volt a településnek. A helyiek főként mezőgazdasággal foglalkoztak, különösen jelentős volt a szőlőtermesztés. Sok raguzai családnak saját földje, gazdasági épülete és nyaralója volt a település területén. Közülük a legjelentősebbek a Pucić, a Sorkočević, a Basiljević, a Bondić, a Zamanjić, a Zuzorić és a Bizzaro családok. A lakosság 1806-ban sokat szenvedett a montenegrói és orosz hadak pusztításától, akik sok házat, épületet kifosztottak és leromboltak. Az ostromló hadakat a franciák kényszerítették visszavonulásra. A Raguzai Köztársaság bukása után 1806-ban Dalmáciával együtt ez a térség is a köztársaságot legyőző franciák uralma alá került, de Napóleon bukása után 1815-ben a berlini kongresszus Dalmáciával együtt a Habsburgoknak ítélte. 1857-ben 268, 1910-ben 250 lakosa volt. 1918-ban az új szerb-horvát-szlovén állam, majd később Jugoszlávia része lett. A délszláv háború idején 1991 októberében a jugoszláv hadsereg és a szerb szabadcsapatok foglalták el a települést, melyet kifosztottak és felégettek. A lakosság a közeli Dubrovnikba menekült és csak 1992 tavaszán térhetett vissza. A háború után rögtön megindult az újjáépítés. Dubrovnik közelsége és a turizmus növekedése miatt lakossága az utóbbi két évtizedben ugrásszerűen nőtt. 2011-ben már 1953 lakosa volt, akik főként turizmussal és mezőgazdasággal foglalkoztak.

## Népesség
| Lakosság változása | Lakosság változása | Lakosság változása | Lakosság változása | Lakosság változása | Lakosság változása | Lakosság változása | Lakosság változása | Lakosság változása | Lakosság változása | Lakosság változása | Lakosság változása | Lakosság változása | Lakosság változása | Lakosság változása | Lakosság változása |
| ------------------ | ------------------ | ------------------ | ------------------ | ------------------ | ------------------ | ------------------ | ------------------ | ------------------ | ------------------ | ------------------ | ------------------ | ------------------ | ------------------ | ------------------ | ------------------ |
| 1857               | 1869               | 1880               | 1890               | 1900               | 1910               | 1921               | 1931               | 1948               | 1953               | 1961               | 1971               | 1981               | 1991               | 2001               | 2011               |
| 268                | 242                | 255                | 261                | 273                | 250                | 201                | 216                | 238                | 276                | 276                | 350                | 0                  | 0                  | 1.622              | 1.953              |

(1981-ben és 1991-ben lakosságát Dubrovnikhoz számították.)

## Nevezetességei
- Čibača és Čelopeci között a Župai mező déli szélén egy 87 méteres kis magaslaton található Mitareva gomila régészeti lelőhely.[4] A halom átmérője 38 méter, magassága 3 és fél méter. Felső harmadát kőből rakott falgyűrű veszi körül, ezen belül találhatók az ókori erődítmény maradványai. Ezen a területen számos ókori kerámiatöredék került elő. Az erőd stratégiai fontosságú helyen épült, ahonnan a Župai mező teljes déli oldalát ellenőrizni lehetett.

- A falutól nyugatra fekvő Dubac területén találhatók a középkori Szent István-templom maradványai. A templomot 1336-ban építette Stepe Silivestrović raguzai földbirtokos. Egyhajós épület volt kis méretű félköríves apszissal. Mellette középkori temető volt jellegzetes sírkövekkel. A templomot részben a 19. század közepén, részben az Adria-parti főút 1964-es építésekor bontották le. Az alapfalaknak csak kis része látható néhány megmaradt régi sírral.[5]

- A Szent Balázs-templomot a 13. vagy a 14. században építették a Trapit nevű hegy Križ nevű csúcsára. A régi források Szent Kereszt-templomként is említik. Már régóta romos. Egyhajós épület volt félköríves apszissal, északi oldalán toldalékkal. A templom melletti régi temetőből mindössze két sír maradt meg. 1806-ban az orosz-montenegrói sereg teljesen lerombolta. A 20. században maradványai közelében víztározó épült.[6]

- A Szent Lukács-templomot[7] a 18. században építették a čibačai temetőben. Hosszúkás, egyhajós barokk épület négyszögletes apszissal, homlokzatán harangdúccal. 1959-ben előcsarnokkal bővítették. Bejárata felett négyágú rozetta és íves záródású ablakok láthatók.

- A Szent Mátyás-templom[8] a Sveta Nedjelja településrésztől északkeletre található. Szabályos tájolású, dongaboltozatos, egyhajós épület félköríves apszissal a 14–16. századból. A homlokzat elé előcsarnokot építettek, melyet kövekkel burkoltak. Ezek közül eredetileg öt sírkő volt. A homlokzatot lunettás kapuzat tagolja felül harangdúccal.

- A Szent Mihály-templom[9] egykor egy 16./17. századi nyaraló épületegyüttesének része volt, mely kápolnából, nyaralóépületből, kertből, teraszból, ciszternából és gazdasági épületből állt. Egyhajós, négyszögletes alaprajzú, apszis nélküli, dongaboltozatos épület. Tájolása észak-déli, durván faragott kövekből épült. A déli főhomlokzaton egyszerű kapuzat látható, amelybe egy Krisztus-monogrammal díszített medalion van befalazva. Belsejét négyszögletes téglákkal burkolták.

- A Szent Miklós-templom[10] a 19. században épült Za Kulom településrésztől délnyugatra, Gornja Čibačától északra. Szabályos tájolású egyhajós kőépület keskeny, négyszögletes apszissal, elöl tágas előcsarnokkal. A szentély és a sekrestye 1914-ben épült hozzá. A homlokzaton egyszerű kapuzat látható világító ablakokkal és négyágú rozettával, felül egy harang számára épített harangdúc látható.

- A településen épített nyaralók közül kiemelkedik a Zuzorić-Remedelli-Kisić családok nyaralója,[11] mely a falu főutcája mellett áll. A nyaralót magas fal keríti. Főépülete L alakú, amelynek keleti szárnyára később emeletet húztak. Földszinti részén a gazdasági helyiségek, felül pedig a reprezentatív rész található. Belül megmaradtak az eredeti reneszánsz és barokk kőplasztikák. Az épület keleti és nyugati része mellé később mezőgazdasági rendeltetésű földszintes épületeket emeltek. Az épületegyütteshez teraszos kert tartozik kövezett sétányokkal és lépcsőkkel.

## Sport
Az NK Župa Dubrovačka Čibača labdarúgócsapata a megyei első osztályban szerepel.